# مارغرت الدنماركية
مارغريتا الدانماركية (بالدنماركية: Margrete af Danmark)‏ كانت زوجة جيمس الثالث ملك اسكتلندا ولذلك كذالك ملكة اسكتلندا.

## حياتها
مارغريتا كانت بنت كريستيان الأول ملك الدنمارك وزوجته دوروثيا. ولدت في دانمارك عام 1456م. أصبحت مخطوبة لجيمس عام 1468 وتزوّجا عام 1469. مهرها كان جزر أوركني وشتلاند. من ناحية أخرى كان صداقها من زوجها كبيراً جداً. وصفتها وَثَائِق تاريخية كإمرأة جميلة ولطيفة ومعقولة.
زواج مارغريتا من جيمس لم يكن سعيداً لأنها لم تكن تحبه. من عام 1482 عاشت مارغريتا في مدينة إستيرلينغ لكن جيمس عاش في مدينة إدنبرة.
.عام 1486 مرضت وماتت في 14 يوليو من نفس السنة في إستيرلينغ.